# Ptychopteromorpha
Ptychopteromorpha é uma  infraordem de insetos da subordem nematocera. Membros desse grupo apresentam corpo fino e pernas cumpridas, podendo ser confundidos com membros das infraordens Tipulomorpha, Culicomorpha, etc.